# Horst Raubold
Horst Raubold (* 26. Dezember 1951) ist ein ehemaliger deutscher Fußballspieler und heutiger -trainer.

## Karriere
Raubold begann seine Fußballer-Karriere beim SSV Ulm 1846 und spielte danach eine Saison bei Normannia Gmünd, ehe er 1973 zum 1. FC Schweinfurt 05 in die damals zweitklassige Regionalliga Süd wechselte. Schon bald konnte er sich als Stammspieler etablieren und qualifizierte sich 1974 mit seinem Verein für die neugeschaffene 2. Bundesliga (Staffel Süd). 1976 stieg man in die drittklassige Amateurliga Bayern ab. Raubold blieb zunächst in der Mannschaft. Der Absteiger schloss die Saison 1976/77 nur als 14. der Amateurliga ab, Raubold wechselte 1977 zu Wormatia Worms und kehrte damit in den Profifußball (2. Liga) zurück. Auch in Worms war Raubold Stammspieler und verpasste mit seinem Verein 1977/78 nur knapp den Aufstieg in die Bundesliga.
1979 kam Horst Raubold in die Bundesliga, indem er zum TSV 1860 München wechselte. Wieder auf Anhieb in der Stammelf etabliert, trug Raubold zum Klassenerhalt in der Saison 1979/80 bei. Es folgten allerdings Abstieg 1981 und Lizenzentzug in der zweiten Liga ein Jahr später. Daraufhin unterschrieb Raubold einen Vertrag beim Zweitligisten Union Solingen, den er aber nach einer Saison (20 Spiele) wieder verließ und zum Ligakonkurrenten Stuttgarter Kickers wechselte. Dort spielte er zwei Jahre (bis 1985) und kickte danach noch beim Amateurverein VfL Günzburg.
Nach seinem Karriereende als Spieler betreute er die Vereine VfB Jettingen und FC Mindeltal als Trainer. Später ging er zum TSV Langenau, wo er zunächst die A-Jugend trainierte und danach als Jugendkoordinator fungierte.
Ab 2012 trainierte er die 1. Mannschaft des TSV Langenau und erreichte 2013 den Aufstieg mit der Mannschaft in die Bezirksliga, musste aber im September 2015 den Verein verlassen.
Horst Raubold ist Jugendtrainer beim 1. FC Heidenheim.

### Statistik
| Liga          | Spiele (Tore) |
| ------------- | ------------- |
| Bundesliga    | 063 (4)       |
| 2. Bundesliga | 266 (7)       |
| Regionalliga  | 026 (2)       |
| Wettbewerb    |               |
| DFB-Pokal     | 014 (0)       |